# Josef-der-Arbeiter-Kirche

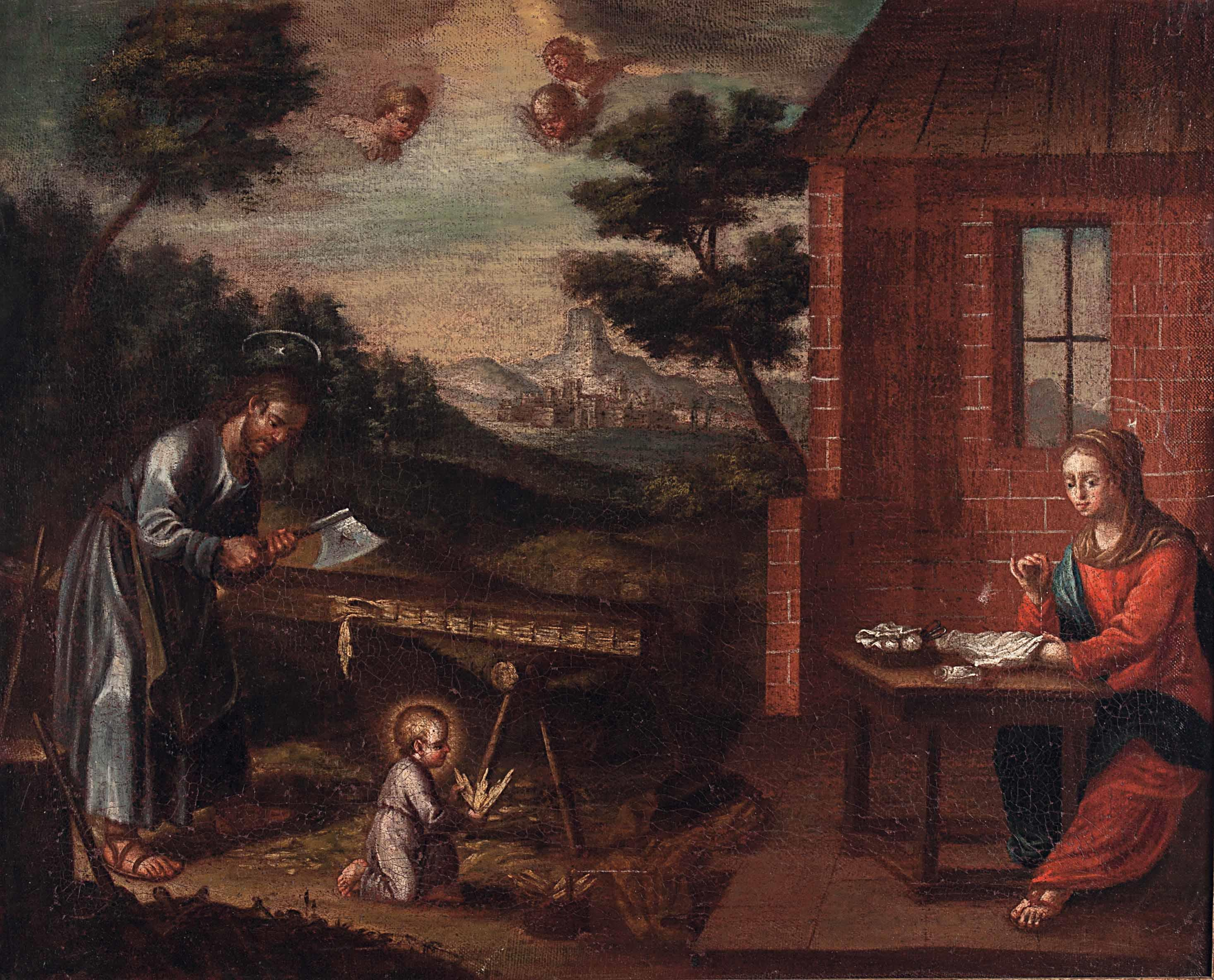
Haus Nazareth mit dem hl. Josef vor seiner Schreinerwerkstatt, unbekannter Maler, um 1700

Josef der Arbeiter (auch in der Schreibweise Joseph) ist das Patrozinium zahlreicher Kirchen und Kapellen, die dem hl. Josef, dem Ziehvater Jesu, in seiner Anrufung als „Arbeiter“ geweiht sind. Kirchen mit diesem Patrozinium lassen sich auch als Josef-der-Arbeiter-Kirche bezeichnen. Das Patroziniumsfest ist der Gedenktag des hl. Josef des Arbeiters am 1. Mai, dem Tag der Arbeit. Die Trennlinie zu reinen Josephskirchen ist nicht immer leicht zu ziehen, da sich die Anrufung des hl. Josef als „Arbeiter“ nicht immer im Namen der Kirchen wiederfindet.
Der Gedenktag wurde von Papst Pius XII. im Jahr 1955 eingeführt; „Josef dem Arbeiter“ geweihte Kirchen stammen daher fast ausnahmslos aus der Zeit nach dem Zweiten Weltkrieg. Sie sind oft in Ortslagen mit großem Arbeiteranteil zu finden. Der Tag, der zusätzlich zum Hochfest des hl. Josef am Josefstag, dem 19. März, begangen wird, sollte die katholische Arbeiterbewegung stärken und den hl. Josef als Schutzpatron des katholischen Antikommunismus in Erinnerung rufen, zu dem ihn bereits Papst Pius XI. in seiner Enzyklika Divini redemptoris (1937) „gegen den atheistischen Weltkommunismus“ erklärt hatte.

## Liste von Josef-der-Arbeiter-Kirchen
Ortsgeschichtlich bedeutende Industriebetriebe sind hier in Klammern vermerkt.

### Deutschland
- St. Joseph (Bielefeld) (Kirchenneubau in einem Arbeiterviertel 1908)
- Filialkirche Sankt Josef der Arbeiter in Dorndorf (Werra-Kalirevier)
- St. Josef (Eitorf-Harmonie)
- St. Josef (Eschelbronn)
- Pfarrkirche St. Josef der Arbeiter in Lindberg
- St.-Josef-Kirche in Lingen-Laxten (Eisenbahnausbesserungswerk Lingen)
- Pfarrkirche St. Josef der Arbeiter in Niederaichbach
- Pfarrkirche der katholischen Pfarrgemeinde St. Josef der Arbeiter Nördlingen
- St. Joseph der Werkmann (Ottendorf-Okrilla)
- Pfarrkirche Sankt Josef der Arbeiter in Rosenheim-Oberwöhr
- Filialkirche St. Josef (Sachsen bei Ansbach)
- Filialkirche St. Josef der Arbeiter (Schwarza) in Schwarza (Rudolstadt), Thüringen
- Pfarrkirche St. Josef der Arbeiter (Senden) in Senden
- Pfarrkirche Sankt Josef der Arbeiter in Wolfratshausen-Waldram
- Pfarrkirche St. Josef der Arbeiter in Zirndorf

### Frankreich
- Pfarrkirche Saint-Joseph-Artisan in Paris

### Italien
- San Giuseppe Artigiano (L’Aquila)
- Pfarrkirche St. Josef der Arbeiter Vilpian, Südtirol

### Litauen
- Kirche Josef der Arbeiter in Klaipėda

### Österreich
Niederösterreich
- Filialkirche Grimmenstein
- Pfarrkirche Nagelberg
- Pfarrkirche Neu-Guntramsdorf
- Pfarrkirche Winzendorf

Oberösterreich
- Pfarrkirche Steyr-Ennsleite
- Pfarrkirche Traberg
- Pfarrkirche Traun-Oedt
- Filialkirche heiliger Josef in Altmünster
- Expositurkirche Steyrermühl in Laakirchen

Salzburg
- Pfarrkirche Hallein-Neualm

Steiermark
- Pfarrkirche Rohrbach an der Lafnitz
- Filialkirche St. Josef im Walde in Weinitzen

Tirol
- Pfarrkirche Absam-Eichat
- Pfarrkirche Landeck-St. Josef
- Pfarrkirche Ötztal-Bahnhof

Vorarlberg
- Pfarrkirche Gantschier

Wien
- St. Josef der Arbeiter (Wien) in Floridsdorf

### Osttimor
- São José Operário, Remexio

### Polen
- St. Josef der Arbeiter in Breslau

### Schweden
- Sankt Josef Arbetarens in Luleå

### St. Lucia
- St. Joseph the Worker Church (St. Lucia)

### Südafrika
- Pfarrgemeinde St. Josef der Arbeiter[2] der deutschsprachigen Katholiken von Pretoria (unterstützt vom Auslandssekretariat der Deutschen Bischofskonferenz)